# Zoneneinteilung in der Umgebung der Kernkraftwerke
Die Zoneneinteilung in der Umgebung der Kernkraftwerke ist die im Rahmen der Notfallschutz-Planung für Kernkraftwerks-Unfälle in der Schweiz erstellte Planung für Alarmzonen. Sie findet zum Teil auch bei Chemie-Unfällen Anwendung.
Die Alarmzonen sind in drei Bereiche unterteilt:
- Zone 1: Sie umfasst einen Radius von 3 bis 4 Kilometern um ein Kernkraftwerk. In diesem Bereich wird damit gerechnet, dass es bei schwereren Unfällen mit Freisetzung zu Früh-Todesfällen aufgrund von Strahlenkrankheit kommen kann: Die Strahlendosis (Ganzkörperdosis) kann im Extremfall so intensiv sein, dass bei geringen Schutzvorkehren und bereits relativ kurzer Expositions-Dauer der Tod innerhalb weniger Wochen oder Monate eintritt (siehe Feuerwehrleute bei der Katastrophe von Tschernobyl).
- Zone 2: Umfasst einen 20-Kilometer-Radius um das KKW. Hier werden keine Früh-Todesfälle mehr angenommen.
- Zone 3: Umfasst im Prinzip das gesamte Landesgebiet ausserhalb der Zone 2. Hier wird in der sich langsam verdünnenden radioaktiven Wolke keine unmittelbare Gefährdung angenommen, sofern das Gebiet während des Unfallablaufs (der sich ggf. über mehrere Tage, allenfalls sogar Wochen erstrecken kann) weitgehend im Windschatten liegt. Wird es hingegen vom Wind bestrichen, können für den ungeschützten Ganzkörper allenfalls Spätfolgen im Ausmass der Zone 2 auftreten. Von Belang ist in dieser Zone ausserdem die Kontamination von Nahrungsmitteln, es würden ggf. Verzehrverbote für Milch und Freiland-Produkte erlassen.

Die in den Zonen 1 und 2 lebende Bevölkerung wird im Anforderungsfall durch Sirenen alarmiert, bei Bedarf auch Bevölkerungsteile in der Zone 3. Zudem stehen in der Schweiz dem Grossteil der Bevölkerung Schutzräume zur Verfügung. Kritiker bemängeln allerdings, dass dieser Schutzraum-Bezug bei kurzem Zeitfenster zwischen Unfallbeginn und Radioaktivitäts-Freisetzung aufgrund organisatorischer Probleme nicht reibungslos funktionieren würde. In Zone 1 und Zone 2 wurden weiter präventiv Jod-Tabletten an die Haushalte verteilt, die bei rechtzeitiger (aber nicht zu früher) Einnahme Schilddrüsen-Krebs verhindern. Zu ergänzen ist ferner, dass ein Wash-out aus der radioaktiven Wolke durch Niederschlag (Regen, Schnee) die Dosis-Intensität für den ungeschützten Ganzkörper erheblich verschärfen kann; dies auch für Gebiete in der Zone 3.